# 図書室のネヴァジスタ
『図書室のネヴァジスタ』（としょしつのネヴァジスタ、英語: Neversista in the library）は、同人サークル「TARHS Entertainment（タース・エンターテインメント）」制作の女性向け・全年齢対象Windows用同人ゲーム。略称は『ネヴァ』。ジャンルはビジュアルノベル。これを元に展開されている派生作品についても、本項で記述する。

## 概要
2007年に体験版が公開され、2010年より完成版の販売が開始された同人ゲームであり、同人サークル「TARHS Entertainment」のデビュー作である。脚本はシナリオライターの都志見文太、原画は漫画家のかずまこをが担当している。
2013年8月12日には、後日談要素のあるファンディスク『ネヴァジスタハニカム』を発売。同年12月30日には、フリーゲーム『THE FOOL』をリメイクし、シーンやスチルを追加したフルボイス版『THE FOOL updatedisc』をシェアウェアとして発売する。
その後、2014年5月3日には、とらのあなのグループ会社であるツクルノモリ株式会社から、『THE FOOL』フルボイスリメイク版と同じキャストを起用した、本編の前日譚となるストーリーのドラマCD『図書室のネヴァジスタ ドラマCD episode0』が発売され話題となった。
2015年には本編の続編にあたる『幽霊島のネヴァジスタ（仮）』の制作開始が発表されている。
2020年12月29日、TARHS Entertainment公式Twitterアカウントより、アプリ化の決定が発表された。リリースは2022年を予定している。
「ネヴァジスタ（Neversista）」とは、ピーター・パンに登場するネヴァ―ランドと、ファンタジスタを組み合わせて生まれた造語である。

### エコノベル
いわゆるスター・システムを採用した、本編の登場人物と同じ容姿や名前を持つキャラクターが登場するパラレル短編作品（フリーゲーム）が複数存在する。本編の後日談等の番外編作品もあるが、基本的には舞台や世界観、役柄の異なる作品が多い。
本編と同じ立ち絵・背景素材を再利用していることから、それらは「エコノベル」と総称されている。

### 沿革
- 2007年
  - 3月 - 『図書室のネヴァジスタ』体験版プロトタイプを公開。
  - 4月 - パラレルフリーミニゲーム『真夜中の図書室のネヴァジスタ』を公開。
  - 11月 - 『図書室のネヴァジスタ』体験版を公開。
  - 12月 - クリスマス限定ノベル『図書室のインフルエンザ』期間限定公開。
- 2008年
  - 4月 - パラレル短編フリーゲーム『THE FOOL』公開。
  - 8月 - 番外編短編シェアノベル『夏休みのネヴァジスタ』発売。
- 2009年5月 - 『図書室のネヴァジスタ』体験版 Ver.2.0 を公開。
- 2010年
  - 4月 - パラレル短編フリーノベル『四月の魚』を公開。
  - 6月 - 『図書室のネヴァジスタ』体験版 Ver.3.0』および『ACT4 追加パッチ』、『四月の魚』ver. 2.0、『THE FOOL』ver. 2.0を公開。
  - 8月 - 『夏休みのネヴァジスタ』のダウンロード販売を開始。
  - 12月 - 『図書室のネヴァジスタ』完成、発売開始。[5]
- 2012年4月 - パラレル短編フリーノベル『Nの食卓』公開。
- 2013年
  - 4月 - 番外編短編フリーノベル『∞の悲劇』公開。
  - 8月 - ファンディスク『ネヴァジスタハニカム』発売開始。
  - 12月 - THE FOOLフルボイスリメイク版『THE FOOL updatedisc』発売開始。
- 2014年5月 - 図書室のネヴァジスタドラマCD『episode 0』発売。
- 2015年5月 - 図書室のネヴァジスタ続編、『幽霊島のネヴァジスタ（仮）』の制作開始。
- 2020年12月 - 『図書室のネヴァジスタ』アプリ化が決定。

## ストーリー
主人公・津久居賢太郎は、両親の離婚以来、長らく顔を合わせていなかった弟・御影清史郎の死に不審を抱いていた。
ある日、賢太郎は一通の手紙を受け取る。その手紙は弟の事件を仄めかしていた。手紙に招かれ弟が生前通っていた学院へ、弟の死の真相を調査するためやって来た賢太郎だが、何者かに強く殴られ昏倒する。目を覚ますと手足を拘束され、弟と同じ制服を着た五人の学生に囲まれていた。彼らからの「ここにいる意味がわからないのか」という問いに答えることが出来ない賢太郎。五人の子供たちによる理由の分からない監禁生活が始まった。
一方、もう一人の主人公である槙原渉は、突然の指名を受け、教員の欠員補充のため学院へと赴任する。槙原が暮らすこととなる社員寮には、先客として不穏な噂のつきまとう五人の学生が暮らしていた。戸惑いながらも五人の学生と共同生活を送り始めるが、先輩職員からの圧力や、子供たちの屈折した心情の吐露など、教師としての立場を試される事態が続く。そんな中、槙原は学院の図書室で、「ネヴァジスタ」と名のついた一冊の本を見つける。その本には自分の過去に起きた事件を暗示するかのようなストーリーが綴られていた。
現在進行形で起こる監禁事件の背後にある、過去に起こった事件。複雑な問題と心の傷を抱えた子供たちとの交流を通じ、賢太郎と槙原はそれぞれの視点から、事件の背後にひそむ謎を少しずつ紐解いて行く。

## 登場人物
キャラクターボイスはドラマCDのキャスト。

### 主人公
槙原渉（まきはら わたる）
声 - 阿部敦
年齢：26歳 / 身長：174cm / 体重：58kg / 誕生日：5月5日/ 血液型：O型
本作の主人公。26歳。元塾講師。突然の指名を受け、学院にやってきた新任の英語教師。過去のある事件から「どんなときも生徒を信じる」と心に決め、学生に対して真摯な姿勢を努めているが、空気を読むことが苦手なため空回りも多い。賢太郎と面識があり、犬猿の仲である。一瓶程度のスピリッツは顔色を変えずに飲めるほどの酒豪。
津久居賢太郎（つくい けんたろう）
声 - 野島健児
年齢：26歳 / 身長：178cm / 体重：66kg / 誕生日：1月29日/ 血液型：B型
本作のもう1人の主人公。雑誌「週間北斗」の記者で、少年犯罪の記事とコラムを担当していた。弟の死をきっかけに、弟の通っていた学院へ訪れ監禁される。両親が離婚してから弟をぞんざいに扱っていたことを後ろめたく思っている。基本的に他人に対し無遠慮で淡白だが、根本は面倒見が良く責任感も強い。日に二箱吸うほどのヘビースモーカー。

### 幽霊棟の子供たち
名門男子校・光智学院高校に通う五人の学生たち。理由あって学生寮ではなく「幽霊棟」と呼ばれる古びた社員寮で暮らしている。
久保谷瞠（くぼや みはる）
声 - 赤羽根健治
年齢：17歳 / 身長：176cm / 体重：57kg / 誕生日：4月1日/ 血液型：O型
学院に併設された教会関係施設出身の孤児。亡くなった清史郎とは中学時代からの友人。明るくて人当たりのいいお調子者。周囲へ対する気遣いが深く親切だが、身内意識が激しいため、テリトリー外の人間にはドライな部分がある。女の子っぽい可愛いものが好き。担任をストレスでノイローゼにするという噂がある。部屋は202号室。光智寮では339号室だった。
辻村煉慈（つじむら れんじ）
声 - 鳥海浩輔
年齢：17歳 / 身長：184cm / 体重：67kg / 誕生日：8月18日/ 血液型：A型
四季文学賞を受賞した現役高校生作家。人が言いにくいことを詰問して強引に暴いたり、支配的に命令して管理しようとしたりする癖がある。腹を立てるとすぐに手が出る。横柄な態度に思いやりのない物言いをする自信家だが、その反面、傷つきやすく繊細な心を持つ。幽霊棟では料理担当。味は可もなく不可もなく。部屋は301号室。光智寮では338号室だった。
茅晃弘（かや あきひろ）
声 - 櫻井孝宏
年齢：17歳 / 身長：180cm / 体重：70kg / 誕生日：4月8日/ 血液型：AB型
学院の生徒会長。世襲議員の名門家系で、父親は現役の代議士。品行方正で誰にでも優しく笑みを絶やさない。成績優秀かつスポーツ万能な模範的優等生。世間知らずなところがあり、機械オンチ。細かい作業も得意ではない。「白峰春人」を盲目的に信奉しており、他の人間への関心は薄い。入院中の兄がいる。部屋は101号室。光智寮では340号室だった。
白峰春人（しらみね はると）
声 - 箭内仁
年齢：17歳 / 身長：172cm / 体重：52kg / 誕生日：9月23日/ 血液型：O型
上品でミステリアスな雰囲気を持つ社交家。相手を翻弄するような話し方をする。寝るのが大好き。一度寝るとなかなか起きない上、低血圧なため朝に弱く、寝起きもすごぶる悪い。暗闇やお化けが苦手。情け深く優しい心の持ち主で、犯罪や暴力を強く嫌悪している。学院の生誕祭で聖母役に抜擢される。部屋は302号室。光智寮では338号室だった。
和泉咲（いずみ さき）
声 - 鈴木千尋
年齢：17歳 / 身長：162cm / 体重：48kg / 誕生日：11月3日/ 血液型：B型
気まぐれなトラブルメーカー。自殺未遂を何度も行っているとの噂がある。感情の起伏が表情に出難く、辛辣な物言いのため、他人から親しみ難い印象を持たれがち。見た目に反して直情径行で、興味の移り変わりも激しい。女性に対する扱いが上手く、紳士的。簡潔な話し方を好む。携帯電話をいつも触っている。部屋は102号室。光智寮では340号室だった。

### 呪われた少年
御影清史郎（みかげ せいしろう）
声 - 中澤まさとも
年齢：17歳 / 身長：174cm / 体重：54kg / 誕生日：8月14日/ 血液型：B型
旧姓は津久居。賢太郎の実弟。嵐の日に河川敷へ写真を撮りに出かけ、行方不明になる。所持品のみ川から引き揚げられ、遺体は見つかっていない。行方不明になる前は幽霊棟で暮らしており、皆から慕われる人物だった。

### その他の人物
神波誠二（かんなみ せいじ）
年齢：32歳 / 身長：180cm / 体重：67kg / 誕生日：6月16日/ 血液型：A型
学院のそばにある教会の副牧師。久保谷の親代わり。人当たりは良いが、酒も煙草も嗜む不良牧師な一面がある。幽霊棟の子供たちが唯一親しくしている大人。赴任して早々に孤立した槙原を何かと気にかけてくれる。
古川鉄平（ふるかわ てっぺい）
年齢：??歳 / 身長：178cm / 体重：60kg / 誕生日：6月28日/ 血液型：A型
槙原が塾にいた時の教え子。大学受験に失敗してから行方不明となる。
石野眞（いしの まこと）
年齢：30歳 / 身長：183cm / 体重：65kg / 誕生日：6月14日/ 血液型：AB型
賢太郎の仕事仲間のカメラマン。賢太郎の失踪に関し、槙原に疑惑の念を向けている。
辻村吾朗（つじむら ごろう）
年齢：36歳 / 身長：187cm / 体重：76kg / 誕生日：5月6日/ 血液型：B型
辻村煉慈の叔父であり、担当編集者。顔や仕草が怖いのでヤクザと勘違いされることも多い。
和泉花（いずみ はな）
年齢：32歳 / 身長：168cm / 体重：46kg / 誕生日：12月28日/ 血液型：B型
咲の姉として登場する。奔放な性格の美女。
茅義之（かや よしゆき）
年齢：24歳 / 身長：177cm / 体重：88kg / 誕生日：9月10日/ 血液型：A型
茅晃弘の兄。精神病院で入院生活を送っている。
落合修（おちあい おさむ）
年齢：25歳 / 身長：176cm / 体重：60kg / 誕生日：12月24日/ 血液型：O型
学院の用務員。顔の半分に酷い火傷痕があり、いつもフードを被っている。
南純也（みなみ じゅんや）
年齢：26歳 / 身長：182cm / 体重：74kg / 誕生日：10月28日/ 血液型：A型
槙原の大学時代からの知り合い。寡黙でマイペースな常識人。
斉木和志（さいき かずし）
年齢：17歳 / 身長：176cm / 体重：62kg / 誕生日：11月30日/ 血液型：O型
生徒会副会長。竹を割ったような合理主義者。演劇部所属。関西弁。

## スタッフ
- TARHS Entertainment - 企画・制作[6]
- 都志見文太 - 制作指揮、脚本、演出
- かずまこを - 原画、彩色、PR
- 風車ななこ - スクリプト
- もろづみすみとも - システムデザイン、グラフィック補佐、タイトルロゴ、制服デザイン、初回特装版装丁
- 藍田望 - 背景処理、小物グラフィック、印刷物デザイン

## 作品一覧

### ゲーム

#### 本編
- 図書室のネヴァジスタ（2007年 - 2010年）

#### ファンディスク
- ネヴァジスタハニカム（2013年）

#### 番外編
- 図書室のインフルエンザ（2007年） - フリーノベル[注釈 2]
- 夏休みのネヴァジスタ（2008年）
- ∞の悲劇（2013年） - フリーゲーム

#### 派生作品
- 真夜中の図書室のネヴァジスタ（2007年） - フリーゲーム[注釈 2]
- THE FOOL（2008年） - フリーゲーム
- 四月の魚（2010年） - フリーゲーム
- Nの食卓（2012年） - フリーゲーム
- THE FOOL updatedisc（2013年）

### 関連本
- 本編設定集
  - 図書室のネヴァジスタ服毒本「Nothing is ever perfect world.」（2011年12月29日初版発行）
- 再録短編集（SS集）
  - 図書室のネヴァジスタ再録短編集１「Nothing's gonna change my world.」（2012年5月4日発行）
  - 図書室のネヴァジスタ再録短編集２「Until a New World pulls us apart.」（2016年8月13日発行）
- 同人誌
  - 「Preview」（2007年12月発行）
  - 「夏休みのネヴァジスタ」（2008年8月発行）
  - 「カマキリロシアンルーレット」（2010年5月発行）
  - 「Re:Preview」（2010年8月発行）
  - 「THE FOOL & Poisson d'avril side reader」（2011年8月発行）
  - 「Project N !!! 前編」（2012年8月発行）
  - 「Project N !!! 後編」（2012年12月発行）

### ドラマCD
いずれも「TARHS Entertainment」以外の外部企業が企画した作品。
- 久保谷瞠のクリスマス・テレホンショッキング！（2013年12月13日発売 Cool-B 同人ゲーム特集号内 付録ボイスドラマ、宙出版）
- 図書室のネヴァジスタドラマCD episode0（2014年5月3日発売、ツクルノモリ（株））